# Базельская музыкальная академия

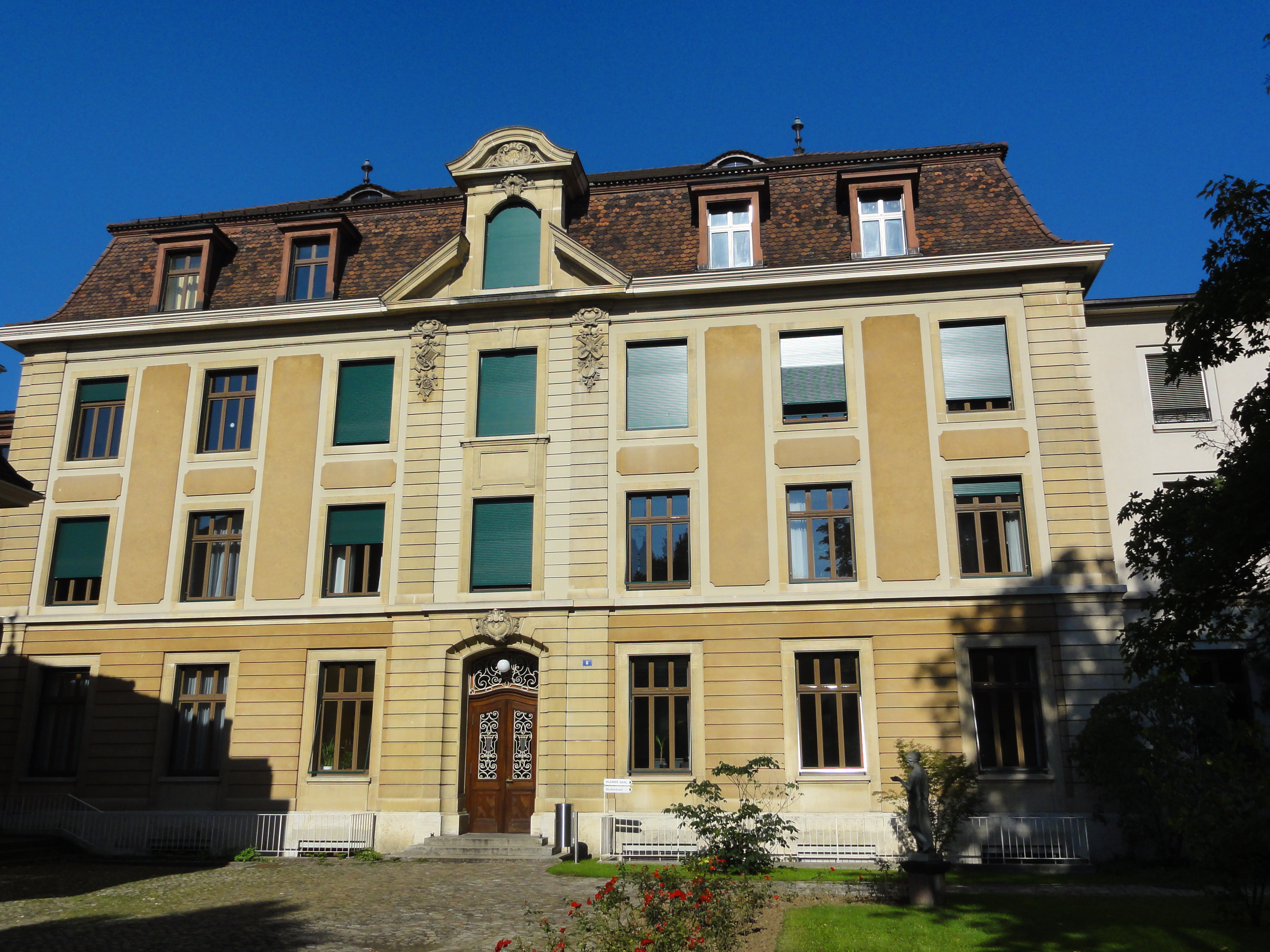
Базельская музыкальная академия

Базельская музыкальная академия (нем. Musik-Akademie der Stadt Basel) — комплекс государственных музыкально-образовательных учреждений в Базеле.

## История
Основана в 1867 году как Всеобщая музыкальная школа (нем. Allgemeine Musikschule) по инициативе благотворительной организации Общество добра и общественной пользы и патрона базельских сиротских домов Иоганна Якоба Шойблин-Фёгтлина. Первым директором школы стал Зельмар Багге. При его преемнике Хансе Хубере в 1905 году была основана Высшая школа музыки (нем. Hochschule für Musik) для музыкального образования более высокого уровня, в 1913 году к ней добавилась первая в Швейцарии Школа оперного пения.
В 1933 году на частные средства Пауля Захера была создана Schola Cantorum Basiliensis (лат. Базельская певческая школа) — музыкальное учебное заведение, посвящённое преимущественно старинной музыке. Название институции было образовано по аналогии с римской Schola cantorum (лат. Певческая школа), которая по традиции считается первой в Европе профессиональной музыкальной школой. У истоков Schola cantorum стояли виолончелист/гамбист Август Венцингер и скрипачка Ина Лор.
В 1954 году три учебных заведения — Высшая школа музыки (консерватория для академических музыкантов), Schola cantorum (с 1994 также под названием Hochshule für alte Musik, высшая школа для музыкантов, специализирующихся в области музыки до эпохи барокко включительно) и Базельская музыкальная школа (начальное и среднее музыкальное образование в области академической, джазовой и поп-музыки) были организационно объединены в комплекс образовательных учреждений под названием «Базельская музыкальная академия» (нем. Musik-Akademie Basel). В сентябре 2014 года в учебный комплекс вошла также «Джазовая школа» (нем. Jazzcampus), предлагающая бакалавриат и магистратуру по нескольким специфически джазовым специальностям.

## Руководители
- Зельмар Багге (1867—1896)
- Ханс Хубер (1896—1918)
- Герман Зутер (1918—1921)
- Вилли Реберг (1921—1926)
- Феликс Вайнгартнер (1927—1935)
- Ганс Мюнх (1935—1947)
- Вальтер Мюллер фон Кульм (1947—1954)
- Вальтер Мюллер фон Кульм и Пауль Захер (1954—1964)
- Пауль Захер (1964—1969)
- Клаус Линдер (1969—1974)
- Фридхельм Дёль (1974—1982)
- Рудольф Кельтерборн (1983—1994)
- Ханс Линнартц (1995—2001)
- Андре Бальтеншпергер (2001—2012)

## Известные преподаватели
- Пьер Булез (класс композиции в 1961—1963 гг.)
- Рудольф Бухбиндер
- Петер Лукас Граф
- Фридхельм Дёль (директор в 1974—1982)
- Антонио Менезес
- Иван Монигетти
- Хопкинсон Смит (лютня)
- Эдуард Тарр
- Клаус Хубер
- Кристиан Цимерман
- Андреас Штайер (клавесин, старинное фортепиано)
- Андреа Маркон (клавесин)
- Паоло Пандольфо (виола да гамба)
- Рене Якобс (контратенор)

## Известные студенты и стажёры
- Бенджамин Бэгби (арфист, певец)
- Барбара Торнтон (певица, источниковед)
- Хайнц Холлигер (гобой)
- Андреас Шолль (контратенор)
- Кристина Плюхар (лютнистка)